# マールテン・ハーペルソン・トロンプ (海防戦艦)
| 主砲を右舷に指向した本艦（1907年）。 | |
| 艦歴                                 | |
| 発注                                 | アムステルダム造船所 |
| 起工                                 | 1903年 |
| 進水                                 | 1904年 |
| 就役                                 | 1906年 |
| 退役                                 | |
| その後                               | 1932年解体処分 |
| 除籍                                 | |
| 前級                                 | コーニンギン・レゲンテス級 |
| 次級                                 | ヤコブ・ヴァン・ヘームスケルク |
| 性能諸元                             | |
| 排水量                               | 5295トン |
| 全長                                 | 100.80m |
| 幅                                   | 15.20m |
| 吃水                                 | 5.70m |
| 機関                                 | ヤーロー水管缶6基、直立3気筒3段膨張蒸気往復動機関2基、2軸、6,405指示馬力（公試）                                                                             |
| 速力                                 | 16.5ノット |
| 航続距離                             | 10ノットで4000浬、14.5ノットで1600浬 |
| 乗員                                 | 340名 |
| 兵装                                 | クルップ40口径24cm No.2型砲2門（単装2基）、クルップ40口径15cm No.5型砲4門、クルップ40口径75mm速射砲8門、ホチキス37mm砲4門、45cm魚雷発射管3門（水上1、水中2） |
| 装甲                                 | クルップ浸炭表面硬化装甲、装甲帯100-150mm、砲塔250mm、司令塔200mm、甲板25+25mm                                                                               |

マールテン・ハーペルソン・トロンプ、マールテン・ハーペルツォーン・トロンプ (Hr.Ms. Maarten Harpertszoon Tromp) は、オランダ海軍の海防戦艦。第一次世界大戦前に竣工させた艦である。艦名は同海軍の名将マールテン・トロンプに因む。

## 概要
本艦はオランダ海軍が自国の沿岸警備や植民地の防衛のために造り上げた海防戦艦である。オランダの戦略ドクトリンとして本国は沿岸艦艇を配備するのみとして、富を産出する植民地には海防戦艦や駆逐艦を配置して防衛する戦略を採っており、本艦も本国よりも植民地に優先配備されていた。

## 艦形
船体形状はこの当時の列強主力艦と同じく、排水量に比較して凌波性を良くするために乾舷が高められた平甲板型船体を採用している。水面下に衝角の付く艦首から全く傾斜のない艦首甲板上に「クルップ 1902年型 24cm（40口径）砲」を収めた主砲塔が1基、司令塔を下部に組み込み、両脇に船橋（ブリッジ）を持つ箱型の艦橋、簡素な単脚式の前檣、1本煙突の周囲には煙管型の通風筒が立ち、煙突の後部は艦載艇置き場となっており、2本1組で片舷2組ずつのボート・ダビットにより運用される。簡素な単脚式の後檣、そこから一段下がって後部甲板上に後ろ向きの24cm単装主砲塔の順である。副砲の15cm単装砲は単装砲架で艦橋の両脇の舷側甲板上に左右1基ずつ、後檣の左右1基ずつの片舷2基ずつ計4基を装備した。副砲は首尾線方向への射界を少しでも得るために船体の一部を切り欠いている。この武装配置により艦首尾方向に24cm砲1門、15cm砲2門が、舷側方向に24cm砲2門、15cm砲4門が指向できた。

### 主砲
主砲は「クルップ 1902年型 24cm（40口径）砲」を採用した。その性能は170kgの砲弾を、最大仰角20度で14,630mまで届かせられた。この砲を新設計の単装砲塔に収めた。俯仰能力は仰角20度・俯角4度である。旋回角度は単体首尾線方向を0度として左右120度の旋回角度を持つ、主砲身の俯仰・砲塔の旋回・砲弾の揚弾・装填は主に水圧で行われ、補助に人力を必要とした。発射速度は2分間に1発が発射できた。

## 艦歴
アムステルダム工廠で建造。1903年5月2日起工。1904年6月15日進水。1905年11月17日竣工。
1906年11月に東インド配備となる。1909年8月から11月にかけて「コーニンギン・レゲンテス」、「デ・ロイテル」とともに清、香港、日本、フィリピンを訪れた。1910年には一時本国に戻った。
第一次世界大戦中の1914年8月27日、タナ・ジャンピア島でドイツの巡洋艦「エムデン」と遭遇した。また、その前には「エムデン」と会合するために来た石炭運搬船「オッフェンバッハ」を領海外へ送り返している。
1917年8月にスラバヤを離れ、日本、サンフランシスコ、ニューヨークを経て本国に帰還。その後再び東インドに戻り、1920年には日本などを訪れた。
1922年に本国に戻り、同年10月からはカナリア諸島やスミュルナを訪れた。
1927年解役。1932年に除籍され、1933年に解体された。